# Hugues de Lusignan (cardinal)
Pour les articles homonymes, voir Hugues de Lusignan.
Hugues Lancelot de Lusignan (né en Chypre en 1380/ 1385 et mort à Genève le août 1442) est un cardinal grec du XVe siècle. Il est le fils du roi Jacques Ier de Chypre.

## Biographie
Hugues de Lusignan est nommé administrateur perpetuo de Nicosie par Jean XXIII (antipape) en 1411 et nommé archevêque de Nicosie par Martin V en 1421 et comme patriarche latin de Jérusalem en 1424.
Le pape Martin V le crée cardinal lors du consistoire du 24 mai 1426. Il est régent de Chypre pendant la captivité de son frère Jacques II de Chypre en 1426-1427. Il participe au conclave de 1431, lors duquel Eugène IV est élu pape.
De Lusignan est légat dans la province de Marittima et Campagne. Il reçoit en commende le monastère bénédictin de S. Maria de Pignerol dans le diocèse de Turin en 1433 et est nommé abbé commendataire du monastère de Montevergine. Il prend part dans les négociations pour le traité d'Arras de 1435 entre Charles VII de France et Philippe le Bon. Il participe au concile de Bâle et devient adhérent de l'antipape Félix V, ce qui mène à sa déposition comme cardinal par le pape Eugène IV en 1440.